# Великий Михайло Володимирович
Михайло Володимирович Великий (4 листопада 1913, Тіньки — 23 жовтня 1975, Рея) — директор радгоспів по вирощуванню хмелю, Герой Соціалістичної Праці.

## Біографія
Народився 4 листопада 1913 року в селі Тіньки (нині Чигиринського району Черкаської області) у селянській родині. Українець.
У 1932 році закінчує Шамківський зоотехнікум, після якого працює на Житомирщині: спочатку зоотехніком, в 1932—1939 роки очолює хмелерадгосп «Черемошне» Житомирського району.
На початку радянсько-німецької війни був призначений відповідальним за евакуацію колгоспної худоби з Житомирщини в Пензенську область, де до 1943 року він працює зоотехніком Заметченського цукрокомбінату. Потім був мобілізований до Радянської Армії.
Після відвоювання Житомирщини в 1944—1946 роках знову працює директором хмелерадгоспу «Черемошне», а з квітня 1946 року очолює хмелерадгосп «Рея» (село Рея Бердичівського району). На цій посаді — з 1946 по 1975 рік — він працює майже до смерті.
Під керівництвом Михайла Великого радгосп «Рея» переростає у велике спеціалізоване хмелярське господарство з високорозвиненим рільництвом й тваринництвом. Михайло Володимирович особисто багато працює над впровадженням у хмелярство всього нового, передового. У 1963 році у радгоспі була побудована перша в країні хмелеплантація на залізобетонних опорах, на яких вирощується високоврожайний сорт «Клон-18».
Завдяки впровадженню нових технологій врожай сухих шишок хмелю за 1955—1965 роки склав 15 центнерів з га. Як за врожайністю, так і за якістю хмелю радгосп оцінювався на рівні світових досягнень. На базі хмелерадгоспу працює обласна школа передового досвіду. Сюди приїздять вчитися хмелярі з усієї України, Росії, Білорусі і Прибалтійських республік. На хмільниках господарства побувало чимало делегацій з-за кордону.
У 1959 році до радгоспу приєднується економічно слабкий сусідній колгосп села Гальчин, який стає його відділком. Через два роки наполегливої праці відставання було подолано. Відтоді поруч з основною галуззю — хмелярством, у радгоспі стало успішно розвиватися рільництво й тваринництво.
За високі показники в цих галузях радгосп «Рея» відзначався дипломами і грамотами Всесоюзної виставки досягнень народного господарства, а працівники радгоспу — золотими, срібними й бронзовими медалями виставки.
Значну увагу Михайло Володимирович Великий приділяє соціальній сфері села: виросли двоповерхові житлові будинки, бібліотека, клуб, медпункт, дитячий садок, два магазини, побутова майстерня, лазня з перукарнею, пральня та інше. Початкова школа переросла у восьмирічну та оселилася у новому приміщенні.
Помер 23 жовтня 1975 року. Похований у північно-західній околиці села, четвертий ряд ліворуч від входу на сільське кладовище.

## Нагороди, пам'ять
За високі успіхи, досягнуті радгоспом, 30 квітня 1966 року Михайлу Великому Указом Президії Верховної Ради СРСР присвоєно звання Героя Соціалістичної Праці. За високі виробничі показники він також нагороджений орденами Трудового Червоного Прапора, орденом «Знак Пошани», сімома медалями ВДНГ.
У 1976 році на його могилі встановлено стелу із лабрадориту (висота 1,9 м) з портретом Героя і меморіальним написом.